# L'Étrange Obsession
Pour plus de détails, voir Fiche technique et Distribution.
L'Étrange Obsession (鍵, Kagi) est un film japonais réalisé par Kon Ichikawa en 1959, librement inspiré du récit La Clef ou la Confession impudique de Jun'ichirō Tanizaki, publié en 1956. Le film, présenté au Festival de Cannes 1960, a obtenu le Prix du Jury, ex æquo avec L'avventura de Michelangelo Antonioni.

## Synopsis
Un respectable professeur ne parvient plus à satisfaire les exigences sexuelles de sa jeune femme. Il s'aperçoit que la jalousie peut être un excellent stimulant. Il tente alors de rapprocher son épouse, Ikuko, de son jeune médecin Kimura, qui est aussi son gendre. Il profite du sommeil d'Ikuko pour la photographier nue et livrer les négatifs à Kimura. Mais cette manœuvre ne lui sert de rien : il est bientôt terrassé par une crise cardiaque.

## Fiche technique
- Titre du film : L'Étrange Obsession[1]
- Titre alternatif : La Confession impudique[2]
- Titre original : 鍵 (Kagi?)
- Réalisation : Kon Ichikawa
- Scénario : Keiji Hasebe, Natto Wada, Kon Ichikawa d'après La Clef ou la Confession impudique de Jun'ichirō Tanizaki
- Photographie : Kazuo Miyagawa
- Montage : Tatsuji Nakashizu, Hiroaki Fujii
- Musique : Yasushi Akutagawa
- Costumes : Yoshio Ueno
- Producteurs : Hiroaki Fujii, Masaichi Nagata
- Société de production : Daiei
- Pays d'origine :  Japon
- Langue originale : japonais
- Format : couleurs - 35 mm
- Genre : drame
- Durée : 107 minutes[3] (métrage : 8 bobines - 2 933 m[3])
- Dates de sortie :
  - Japon 23 juin 1959[3]
  - France mai 1960 (Festival de Cannes)[1] - 1er octobre 1960 (sortie en salles)[4]

## Distribution
- Machiko Kyō : Ikuko Kenmochi
- Ganjirō Nakamura : Kenji Kenmochi
- Junko Kano : Toshiko Kenmochi
- Tatsuya Nakadai : Kimura
- Jun Hamamura : docteur Soma
- Ichirō Sugai : le masseur

## Distinctions

### Récompenses
- Prix du jury au Festival de Cannes 1960[1]
- Golden Globe du meilleur film en langue étrangère en 1960[5]
- prix Kinema Junpō du meilleur scénario pour Natto Wada[6]
- Prix Blue Ribbon du meilleur réalisateur pour Kon Ichikawa (conjointement pour Feux dans la plaine)[7]

### Sélection
- Sélection officielle en compétition au Festival de Cannes 1960[1]